# Gerichtsbezirk Glurns
Der Gerichtsbezirk Glurns war ein dem Bezirksgericht Glurns unterstehender Gerichtsbezirk in der Gefürsteten Grafschaft Tirol. Der Gerichtsbezirk umfasste Teile des Vinschgaus und gehörte zuletzt zum Bezirk Schlanders. Nach dem Ersten Weltkrieg musste Österreich den gesamten Gerichtsbezirk an Italien abtreten.

## Geschichte
Der Gerichtsbezirk Glurns wurde durch eine 1849 beschlossene Kundmachung der Landes-Gerichts-Einführungs-Kommission geschaffen und umfasste ursprünglich die 14 Gemeinden Prad, Burgeis, Glurns, Laatsch, Lichtenberg, Mals, Matsch, Planeil, Schleis, Schlinig, Schluderns, Stilfs, Taufers und Tartsch.
Der Gerichtsbezirk Glurns bildete im Zuge der Trennung der politischen von der judikativen Verwaltung
ab 1868 gemeinsam mit den Gerichtsbezirken Lana, Meran, Passeier und Schlanders den Bezirk Meran,
wobei die Gerichtsbezirke Schlanders und Glurns ab dem 1. Oktober 1901 als eigenständiger Bezirk Schlanders vom Bezirk Meran abgespalten wurden.
Der Gerichtsbezirk Glurns wies 1869 eine Bevölkerung von 9.656 Personen auf.
1910 wurden für den Gerichtsbezirk 9.650 Personen ausgewiesen, von denen 9.607 Deutsch (99,6 %) und 4 Italienisch oder Ladinisch als Umgangssprache angaben.
Durch die Grenzbestimmungen des am 10. September 1919 abgeschlossenen Vertrages von Saint-Germain wurde der Gerichtsbezirk Glurns zur Gänze Italien zugeschlagen.

## Gerichtssprengel
Der Gerichtssprengel umfasste 1910 die 14 Gemeinden Burgeis, Glurns, Laatsch, Lichtenberg, Mals, Matsch, Planeil, Prad, Schleis, Schlinig, Schluderns, Stilfs, Tartsch und Taufers.